# مجلس الوزراء الكويتي (يوليو 2012)
مجلس الوزراء الكويتي - يوليو 2012 أو الحكومة الكويتية الحادية والثلاثون أو حكومة جابر المبارك الثالثة هي الوزارة رقم 31 في تاريخ دولة الكويت منذ الاستقلال عام 1961، تشكّلت في تاريخ 5 يوليو 2012، برئاسة الشيخ جابر المبارك الحمد الصباح، واستمرت حتى 3 ديسمبر 2012.

## التشكيلة الوزارية
- رئيس الوزراء: جابر المبارك الصباح
- نائب أول لرئيس مجلس الوزراء ووزير الداخلية: أحمد الحمود الجابر الصباح
- نائب رئيس مجلس الوزراء ووزير الدفاع: أحمد خالد الحمد الصباح
- نائب رئيس مجلس الوزراء ووزيرالخارجية: صباح الخالد الحمد الصباح
- وزير التجارة والصناعة ووزير الدولة لشؤون الإسكان: أنس خالد الصالح
- وزير العدل والشؤون القانونية: جمال أحمد الشهاب
- وزير المواصلات ووزير للشؤون الاجتماعية والعمل بالوكالة: سالم مثيب أحمد الأذينة
- وزير دولة لشؤون التخطيط والتنمية ووزير دولة لشؤون مجلس الأمة: رولا عبد الله دشتي
- وزير الصحة: علي سعد العبيدي
- وزير الكهرباء والماء * وزير الدولة لشؤون البلدية: عبد العزيز الإبراهيم
- وزير الأشغال العامة: فاضل صفر
- وزير الإعلام ووزير دولة لشؤون مجلس الوزراء: محمد عبد الله المبارك الصباح
- وزير المالية ووزير التربية ووزير التعليم العالي بالوكالة: نايف فلاح الحجرف
- وزير النفط ووزير الأوقاف والشؤون الإسلامية بالوكالة: هاني عبد العزيز حسين